# Charmant Som
De Charmant Som een berg van 1.867 m in de Chartreuse, een bergmassief in de Franse Voor-Alpen. De berg ligt in het departement Isère, in het Parc naturel régional de la Chartreuse. 